# Venonia nata
Venonia nata är en spindelart som beskrevs av Yoo och Volker W. Framenau 2006. Venonia nata ingår i släktet Venonia och familjen vargspindlar.
Artens utbredningsområde är Queensland. Inga underarter finns listade.